# Eutymiusz II (patriarcha Konstantynopola)
Eutymiusz II, gr. Ευθύμιος Β΄, Eythymios II (zm. 29 marca 1416 w Konstantynopolu) – patriarcha Konstantynopola w latach 1410–1416.

## Życiorys
Eutymiusz urodził się około 1340 r. w zamożnej rodzinie bizantyńskiej. Studiował w Konstantynopolu i w bardzo młodym wieku został mnichem. Zasłynął z wielkiej kultury i umiejętności oratorskich. Został przyjacielem i bliskim współpracownikiem cesarza Manuela II Paleologa. Wśród zachowanych listów cesarza, cztery są adresowane do Eutymiusza; list 54 odnosi się do utworu literackiego, nad którym wspólnie pracowali. To on był prawdopodobnie tym « Eutymiuszem », którego cesarz wiosną 1385 r. wysłał z Tesaloniki do papieża Urbana VI. Demetriusz Kydones, w swoim 314 liście, opisuje go jako zwolennika hezychazmu i teologa odgrywającego ważną rolę w kontrowersji związanej z łacinnikami, ale poza tym jako osobistego przyjaciela i człowieka inteligentnego, wykształconego i pełnego cnót, który z pewnością wywrze korzystne wrażenie w Rzymie.
Około 1390 r. Eutymiusz został igumenem klasztoru Studion w Konstantynopolu i otrzymał honorowy tytuł protosygkellosa (zastępcy patriarchy). Był kandydatem na stanowisko patriarchy podczas synodu w 1397 r., kiedy wybrano Mateusza I. Jeden z listów Józefa Bryenniosa, pisany z Krety, jest adresowany do Eutymiusza. Kiedy Bryennios został w 1402 r. wydalony z Krety przez władze weneckie, schronił się w klasztorze Studion u Eutymiusza.
Podczas kontrowersji wznieconej przez Makarego z Ankary i Mateusza z Medei, odgrywał rolę arbitra, uznawanego przez obie strony konfliktu, w którym był zaangażowany również patriarcha Mateusz. Po ekskomunice obydwu biskupów przez synod w sierpniu 1409 r., umysły pozostały wzburzone, kiedy więc patriarcha Mateusz zmarł w następnym roku, nowym patriarchą wybrano cieszącego się ogólnym szacunkiem Eutymiusza. Intronizowano go 26 października 1410 r.
Pod koniec patriarchatu Eutymiusza doszło do poważnego konfliktu patriarchy z cesarzem, dotyczącego władzy cesarza nad Kościołem. Spór przerwała niespodziewana śmierć patriarchy 29 marca 1416 r. Eutymiusz został pochowany w klasztorze Studion.